# Дуглас Бергквіст
Ян Дуглас Бергквіст (швед. Jan Douglas Bergqvist, нар. 29 березня 1993) — шведський футболіст, захисник українського клубу «Чорноморець», який виступає на правах оренди за шведський «Кальмар».

## Життєпис
Бергквіст, народжений у Стокгольмі, разом із сім'єю переїхав до Англії, коли йому було сім років. Він грав у на молодіжному рівні за «Редінг» і «Квінз Парк Рейнджерс», перш ніж приєднатися до «Олдершот Таун» у 2009 році. Бергквіст зрештою став капітаном молодіжної команди в «Олдершоті», після чого виступав в оренді за «Тетчем Таун» та «Дорчестер Таун», перш ніж дебютував в основному складі «Олдершота» у травні 2011 року. Згодом знову грав на правах оренди у невеликих англійських клубах, перейшовши в серпні 2011 року до «Фарнборо», а у жовтні 2012 року до «Бейсінгсток Таун».
Гравець підписав контракт з «Ексетер Сіті» у червні 2013 року, а через кілька днів перейшов у оренду у «Веллінг Юнайтед» на весь сезон 2013/14 років.
10 лютого 2014 року Бергквіст покинув Англію, щоб повернутися до Швеції, підписавши дворічний контракт з «Естерсундом» на правах вільного агента. Він зробив це в рамках схеми під назвою «League Football Education», яка спрямована на отримання контрактів за кордоном для гравців у системі англійської ліги, поряд з Ендрю Міллсом та Джеймі Хопкаттом. З командою став володарем Кубка Швеції у сезоні 2016/17.
27 березня 2019 року гравець приєднався до норвезької команди «Гаугесун» на правах оренди до 31 липня з правом викупу. У лютому 2020 року перейшов до польського клубу «Арка» (Гдиня). 22 лютого дебютував в Екстракласі в матчі проти «Ракува» (3:2) і загалом до кінця сезону 2019/20 провів 6 матчів, а команда посіла 14 місце і вилетіла до 1-ї ліги. Після цього Дуглас повернувся до Швеції і став гравцем «Кальмара».
На початку 2022 року Бергквіст приєднався до одеського «Чорноморця». Став першим шведським легіонером в історії одеського клубу.

## Титули і досягнення
- Володар Кубка Швеції: 2016/17